# Shinchōsha

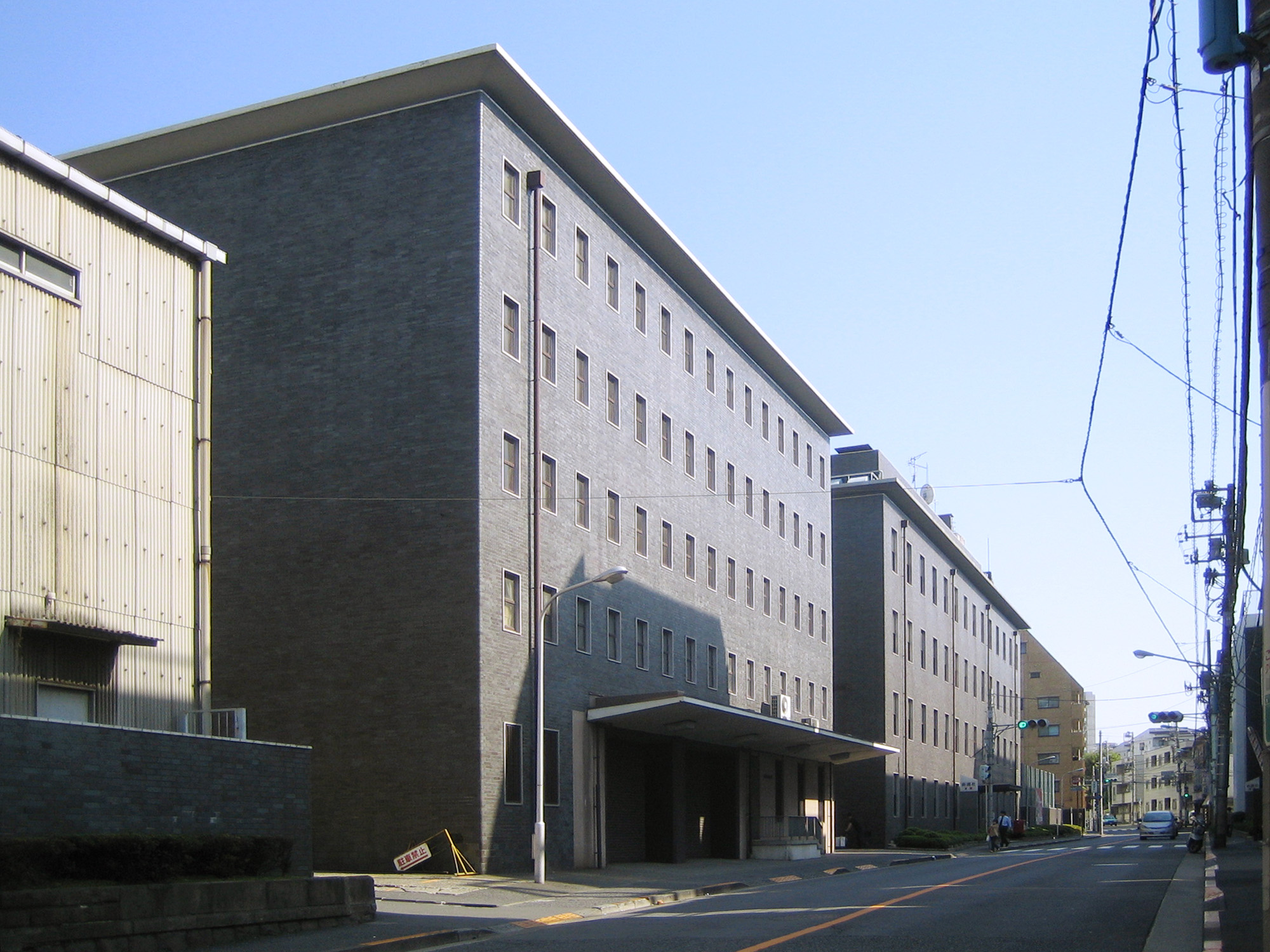
Hauptgebäude des Verlags

Shinchōsha (japanisch 新潮社) ist ein japanischer Verlag mit dem Schwerpunkt schöngeistige Literatur, der seit über 120 Jahren besteht. Bei der Einführung der ISBN-Verlagsnummer in den 1980er Jahren konnte sich der Verlag die niedrige „10“ sichern.

## Übersicht
Satō Giryō (佐藤 義亮; 1878–1951) gründete 1896 den Verlag Shinseisha (新声社), hatte aber mit seiner Zeitschrift Shinsei (新声) keinen Erfolg. 1904 begann er unter dem heutigen Namen zu publizieren und entwickelte das Programm von seiner vormals durch Tayama Katai und anderen bestimmten naturalistischen Orientierung in schöngeistiger Richtung weiter. In der Taishō-Zeit wurden u. a. Kindai meicho bunko (近代名著文庫) – „Edition bekannter Autoren der Gegenwart“, Shinchō bunko (新潮文庫) „Shincho Buchreihe“ und eine kleinformatige, elegante Reihe mit Übersetzungen publiziert. Beim „Yen-Buch“ (円本 enpon) Verlegerwettlauf, also bei der Produktion preiswerter, sogenannter 1-Yen-Bücher in der frühen Shōwa-Zeit, veröffentlichte er „Sekai bungaku zenshū“ (世界文学全集) – „Vollständige Sammlung der Weltliteratur“ und gewann damit viele Leser.
Nach dem Zweiten Weltkrieg publizierte Satō ab 1947 das Magazin Shōsetsu Shinchō (小説新潮), ab 1950 die Kunstzeitschrift Geijutsu Shinchō (芸術新潮). Satō war einer der ersten, der vollständige Ausgaben von Kawabata Yasunari, Shimazaki Tōson, André Gide, Friedrich Nietzsche, Franz Kafka und W. Somerset Maugham veröffentlichte. Der Verlag nutzte die steigende Nachfrage nach Fotomagazinen und brachte 1981 das Magazin „FOCUS“ auf den Markt. 1982 folgte die Zeitschrift Shinchō 45 (新潮45), die Sachliteratur veröffentlichte.
Der Verlag nutzt elektronische Medien und das Internet für seine Publikationen. Das heutige Programm umfasst auch Manga und Mode.
1954 stiftete der Verlag den „Shinchōsha-Literatur-Preis“ (新潮社文学賞 Shinchōsha bungaku-shō). Der erste Preisträger war Mishima Yukio.